# Oberhochsteg
Oberhochsteg (früher: Stockach) ist ein Gemeindeteil der bayerisch-schwäbischen Großen Kreisstadt Lindau (Bodensee).

## Geografie
Das Dorf liegt nördlich des Stadtteils Zech und südöstlich des Stadtteils Rickenbach. Im Westen verläuft die Bundesautobahn 96. Im Osten verläuft die Leiblach als Grenzfluss zu Hörbranz in Vorarlberg.

## Ortsname
Der Ortsname bezeichnet den Steg über die Leiblach sowie die relative Lage zum südlich gelegenen Unterhochsteg.

## Verkehr
Oberhochsteg ist im ÖPNV durch den Stadtbus Lindau erschlossen. Durch den Ort verläuft der Bodensee-Rundweg.